# Benoît Cauet
Benoît Cauet (ur. 2 maja 1969 w Châtellerault) – francuski piłkarz, występujący podczas kariery na pozycji pomocnika.

## Kariera piłkarska
Karierę piłkarską Benoît Cauet rozpoczął w klubie ASPTT Nantes w 1983 roku. W 1985 roku przeszedł do juniorskiej drużyny Olympique Marsylia. W pierwszej drużynie Olympique zadebiutował w 1987 roku. Z Olympiaue dwukrotnie zdobył mistrzostwo Francji w 1989 i 1990 oraz Puchar Francji 1989. Olympique był na przełomie lat 80. i 90. czołowym klubem Europy młodemu piłkarzowi ciężko było wywalczyć miejsce w składzie, dlatego w 1990 odszedł do dużo słabszego SM Caen. Z Caen zajmował miejsce w górnej połowie tabeli – w 1992 roku 5. miejsce, co dało awans do Pucharu UEFA.
Dobra gra w SM Caen zaowocowała transferem do czołowej drużyny Francji – FC Nantes. Z Nantes Cauet zdobył mistrzostwo Francji 1995 oraz półfinał Ligi Mistrzów 1996, w którym Nantes okazało się słabsze od późniejszego zdobywcy – Juventusu. W 1996 roku Cauet przeszedł do zdobywcy ówczesnego Pucharu Zdobywców Pucharów – Paris Saint-Germain. Z klubem z Paryża dotarł w 1997 roku do finału Pucharu Zdobywców Pucharów, gdzie PSG uległa Barcelonie.
Po sezonie Cauet przeszedł do Interu Mediolan. We włoskim klubie grali wówczas tacy piłkarze jak:Ronaldo, Roberto Baggio czy Christian Vieri. W Interze Cauet zadebiutował 31 sierpnia 1997 w wygranym 2-1 meczu z Brescią. Cauet spędził w Interze cztery lata i był w tym czasie wyróżniającym się piłkarzem. Z Interem zdobył Puchar UEFA 1998, wicemistrzostwo Włoch 1998, ćwierćfinał Ligi Mistrzów 1999, gdzie Inter uległ późniejszemu zwycięzcy Manchesterowi United oraz finał Pucharu Włoch 2000. Ostatni raz w Interze zagrał 20 września 2001 w meczu I rundy Pucharu UEFA z rumuńskim FC Brașov. Ogółem w barwach Interu wystąpił w 146 meczach (101 w lidze, 23 w europejskich pucharach oraz 22 w Pucharze Włoch) i strzelił 8 bramek (5 w lidze, 1 w Pucharze UEFA z Lyonem oraz 2 w Pucharze Włoch).
W 2001 roku odszedł do Torino FC Sezon 2002–2003 grał w beniaminku Serie A Como Calcio, z którym jednak spadł do Serie B. W 2003 roku zdecydował się na powrót do Francji do SC Bastia. Z klubem z Korsyki zajął 18, ostatnie bezpieczne miejsce w Ligue 1. W sezonie 2004–2005 zdecydował się na grę w bułgarskim CSKA Sofia, z którym zdobył mistrzostwo Bułgarii 2005. Ostatnim etapem kariery Caueta był szwajcarski FC Sion, gdzie zakończył karierę w 2006 roku.
Mimo gry w znanych klubach Benoît Cauet nigdy nie wystąpił w reprezentacji Francji.